# Charaxes somalicus
Charaxes somalicus är en fjärilsart som beskrevs av Rothschild 1900. Charaxes somalicus ingår i släktet Charaxes och familjen praktfjärilar. Inga underarter finns listade i Catalogue of Life.